# 上瓦爾登州
上瓦爾登州（德語：Obwalden，法語：Obwald，意大利語：Obvaldo，羅曼語：Sursilvania）是瑞士中部的一個州。人口33,330，首府位於薩爾嫩（Sarnen）。傳統上是個「半州」（Halbkanton），但憲法中已無此分類。

## 地理
- 最高點：鐵力士峰（Titlis），海拔高度3238米。
- 最低點：琉森湖（Vierwaldstättersee），海拔高度434米。
- 湖泊：州境包含小部份的琉森湖，完全在境內的湖有薩爾嫩湖（Sarnersee）及隆格恩湖（Lungerersee）。

## 歷史
上瓦爾登州境內最早的聚落是凱爾特人和羅馬人。阿勒曼尼人在公元八世紀開始移居此地。1291年，由上瓦爾登及下瓦爾登組成的翁特瓦爾登與施維茨（Schwyz）及烏里（Uri）為抵抗哈布斯堡王朝，於琉森湖畔的呂特利（Rütli）締結盟約，瑞士邦聯從此誕生。十三及十四世紀期間，上瓦爾登州擁有自己的政府，並與下瓦爾登有一個聯合議會。
1403年上瓦爾登為了擴張領土去建立乾酪及牲畜的市集，遂與烏里州一起侵略莱文蒂纳地區（Leventina，即現在的提契諾州）。十六世紀初，很多上瓦爾登人去當僱傭兵，因此累積了大筆財富。1798至1803年間，拿破崙佔領瑞士並建立赫爾維蒂共和國，上瓦爾登失去了獨立地位，但人民首次能享有基本的政治權利。1815年，恩格尔贝格（Engelberg）修道院和同名的市鎮加入上瓦爾登州。

## 政治
上瓦爾登在瑞士邦聯內是一個半州，能享有和其他全州一樣的權利與義務，與別不同的地方是半州在瑞士聯邦議會中只能有一名議員。由於上瓦爾登面積很小，人口又稀少，所以州政府內只有五名官員。

## 經濟
中小型企業主導著上瓦爾登的經濟，行業包括小型機械、合成材料、醫療設備及納米技術等範疇。
傳統行業仍然很重要，尤其是伐木業和農業。上瓦爾登的農業專注於蓄牧業，供應奶類及肉類。多數農莊是家族經營。
旅遊業是另一經濟支柱，本地企業和居民都受惠於旅遊業的設施，約有四分之一人口直接或間接從事旅遊業。

## 文化
當地團體致力保護上瓦爾登的傳統文化，例如是傳統音樂、舞蹈、服飾、戲劇、節日及慶典等。上瓦爾登出了一些現代藝術家例如约瑟夫·加罗维（作曲家），卡斯帕·迪特尔姆（作曲家），朱利安·迪利尔（詩人），弗朗茨·布赫尔（畫家），库尔特·西格里斯特（雕塑家）及阿洛伊斯·施皮希蒂格（雕塑家）。

## 行政區劃

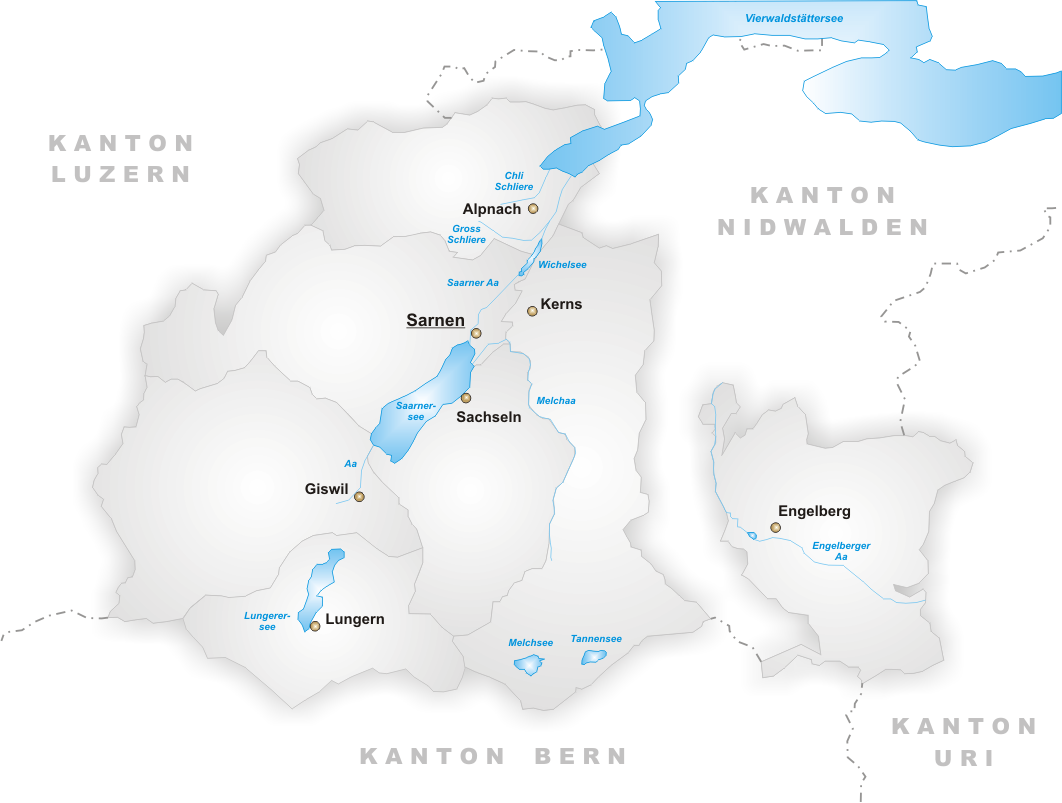
上瓦爾登半州的行政區劃。

上瓦爾登半州由於面積太小，所以沒有區級劃分，而轄下有七個市級行政區：
- 薩爾嫩（Sarnen）
- 克恩斯（Kerns）
- 萨克瑟恩（Sachseln）
- 阿尔普纳赫（Alpnach）
- 吉斯维尔（Giswil）
- 隆格恩（Lungern）
- 恩格尔贝格（Engelberg）上瓦爾登的市級行政區享有很大程度的自治權，三分之二的稅收直接交到市政府手上。

## 外部連結
- 官方網站（页面存档备份，存于）（德文）
- 官方統計數據（页面存档备份，存于）
- 皮拉圖斯山（页面存档备份，存于）
- 鐵力士峰（页面存档备份，存于）